# The Hazard of Youth
The Hazard of Youth è un cortometraggio muto del 1913 scritto e diretto da George Terwilliger per la Lubin Manufacturing Company di Siegmund Lubin.

## Produzione
Il film fu prodotto dalla Lubin Manufacturing Company.

## Distribuzione
Distribuito dalla General Film Company, il film - un cortometraggio in una bobina - venne distribuito nelle sale USA il 2 dicembre 1913.